# Área de Proteção Ambiental de Guaraqueçaba
A Área de Proteção Ambiental de Guaraqueçaba é uma unidade de conservação brasileira, de uso sustentável da natureza que ocupa parte dos territórios dos municípios paranaenses de Guaraqueçaba, Antonina, Paranaguá e Campina Grande do Sul. Foi criada com a finalidade de 
| “ | ... assegurar a proteção de uma das últimas áreas representativas da Floresta Pluvial Atlântica, onde encontram-se espécies raras e ameaçadas de extinção, o complexo estuarino da Baía de Paranaguá, os sítios arqueológicos (sambaquis), as comunidades caiçaras integradas no ecossistema regional, bem como controlar o uso de agrotóxicos e demais substâncias químicas e estabelecer critérios racionais de uso e ocupação do solo na região. | ” |

## Histórico
A Área de Proteção Ambiental de Guaraqueçaba (APA de Guaraqueçaba) foi criada através do Decreto Nº 90.883, emitido pela Presidência da República em 31 de janeiro de 1985, com uma área estimada em 283,014 ha. Com a promulgação da Lei Nº 9.513, de 20 de novembro de 1997 e a consequente delimitação do Parque Nacional do Superagüi, as áreas pertencentes originalmente à APA de Guaraqueçaba incluídas nos novos limites do Parque Nacional do Superagüi, bem como as porções das ilhas do Superagui a das Peças não integrantes do Parque Nacional, foram excluídas de Guaraqueçaba, reduzindo assim sua área original.

## Caracterização da área
A APA de Guaraqueçaba está toda inserida nas Reservas da Biosfera do Vale do Ribeira e da Serra da Graciosa e faz parte da maior área contínua de remanescentes de Mata Atlântica. Abrange diversas unidades de conservação de proteção integral federais: a Estação Ecológica de Guaraqueçaba, a Reserva Biológica Bom Jesus e as Reservas e as Reservas Particulares do Patrimônio Natural (RPPNs) Reserva Natural Salto Morato e Reserva Ecológica do Sebuí; e também as RPPNs Estaduais Papagaio-de-cara-roxa e Guaricica. É importante mencionar que limítrofe à APA de Guaraqueçaba encontra-se o Parque Nacional do Superagüi 